# Gotebo (Oklahoma)
Gotebo es un pueblo ubicado en el condado de Kiowa en el estado estadounidense de Oklahoma. En el año 2010 tenía una población de 226 habitantes y una densidad poblacional de 113 personas por km².

## Geografía
Gotebo se encuentra ubicado en las coordenadas 35°4′12″N 98°52′27″O / 35.07000, -98.87417 (35.070094, -98.874163).

## Demografía
Según la Oficina del Censo en 2000 los ingresos medios por hogar en la localidad eran de $26,500 y los ingresos medios por familia eran $35,156. Los hombres tenían unos ingresos medios de $25,694 frente a los $22,500 para las mujeres. La renta per cápita para la localidad era de $14,783. Alrededor del 14.3% de la población estaban por debajo del umbral de pobreza.